# Escape (музыкант)
Escape (настоящее имя — Артур Эдикович Варданян; род. 3 мая 1995, Ереван) — российский поп- и рэп-исполнитель армянского происхождения, автор песен. Лауреат премии RU.TV 2022.

## Биография
Родился 3 мая 1995 года в Ереване. Детство провёл в Новосибирске, где начал заниматься музыкой.
В 2019 году подписал контракт с лейблом Zhara Music (в 2021 году переименован в Atlantic Records Russia).
В ноябре 2019 года выпустил дебютный сингл «Амали». Первую популярность Escape получил в 2020 году.
В апреле 2021 года совместно с Konfuz выпустил кавер-версию песни Юлии Савичевой «Не смотри». Песня заняла 13 место в чарте ВКонтакте и 15 место в СберЗвук.
В сентябре 2021 года вместе с Даней Милохиным выпустил трек «So Low», который занял высокие позиции в чартах: 2 место ВКонтакте, 4 место Shazam, 2 место Spotify, 3 место Apple Music, 6 место YouTube Music, 9 место YouTube Hits, 3 место в «Русском чарте» ТНТ Music, 1 место в «Лавчарте» Музыка Первого, 11 место Муз-ТВ Чарт, 6 место в Deezer.
В июне 2022 года артист выпустил трек «Не похожи», который занял 19 место в чарте ВКонтакте.
Пишет и исполняет в основном лирические песни в жанре современной поп-музыки.
Выступал на вручении премии «Жара Kids Awards 2021», «Московском выпускном 2022» и других крупных концертах.

## Дискография

### Синглы
- 2019 — «Амали»
- 2020 — «Аладдин»
- 2020 — «Цунами»
- 2020 — «Суперзвезда»
- 2020 — «Над уровнем неба»
- 2020 — «Эй, бейба»
- 2020 — «Lo Siento»
- 2020 — «Не уходи»
- 2021 — «Слёзы»
- 2021 — «Не смотри» (feat. Konfuz)
- 2021 — «Забудь о нём»
- 2021 — «Оранжевый закат»
- 2021 — «Игрушка»
- 2021 — «So Low» (feat. Даня Милохин)
- 2021 — «Escape»
- 2021 — «Сердце не игрушка» (feat. Asammuell)
- 2022 — «Please don’t break my heart»
- 2022 — «Don’t cry»
- 2022 — «Не похожи»
- 2022 — «Broken Love»
- 2022 — «52 герца»
- 2022 — «Прощай»
- 2022 — «Moonlight»
- 2023 — «Нарисую»

## Награды
- Премия RU.TV 2022 в номинации «Лучший кавер»[18][19]